# Ásbjörn Arnórsson
Ásbjörn Arnórsson (n. 1030) fue un caudillo vikingo y bóndi de Miklibær í Óslandshlíð, Skagafjörður en Islandia, y el primer referente del clan familiar de los Ásbirningar. Aparece citado en la saga de Laxdœla, y la saga Sturlunga. Sus descendientes tuvieron un papel relevante durante la guerra civil islandesa, periodo conocido como Sturlungaöld. Se casó con Ingunn Þorsteinsdóttir (n. 1040), una nieta de Snorri Goði, y de esa relación tuvo tres hijos varones: Arnór Ásbjörnsson (1058 - 1121, quien sería padre de Kolbeinn Arnórsson), Böðvar (n. 1063) y Þorsteinn (n. 1070 - 1149), este último también aparece en la saga de Laxdœla; y una hembra Sigríður Ásbjörnsdóttir (n. 1068).

## Genealogía
Ásbjörn Arnórsson era hijo de Arnór Arngeirsson (n. 982) de Saurbær, hijo a su vez de Arngeir spákur Böðvarsson (944 - 984); Arngeir era hijo de Böðvar Öndottsson (n. 920), hijo del legendario Öndóttur.